# Floridus
Floridus (* 364/365; † 427) war ein spätantiker römischer Jurist. Bekannt ist er durch seine im Benediktinerkloster bei Sankt Paul vor den Mauern verwahrte Grabinschrift, die ein längeres Epigramm darstellt. Durch die Angabe der amtierenden Konsuln sowie seines Todesalters lassen sich die Lebensdaten des Floridus bestimmen. Eingeleitet wird das Epitaph mit den ursprünglich an den Feldherrn Marcus Claudius Marcellus gerichteten Gedenkworten, die Vergil dem Eroberer von Syrakus (212 v. Chr.) gewidmet hatte.
Seine Familie entstammte dem Senatorenstand. Nacheinander übte er in Rom die Funktionen des Anwalts (causidicus), Stadtprätors (praetor urbanus) und juristischen Assessors des Statthalters aus. Seine Redekunst wird als einfach und leicht erfassbar gerühmt. Später führte sein Weg in der Funktion eines Statthalters in eine unbekannte Provinz, nach Liguria und schließlich nach Rom zurück, wo er letztlich als Rechtslehrer (antecessor) arbeitete.